# Almost there
『Almost there』（オルモスト ゼア）は、GRAPEVINEの18枚目のオリジナル・アルバムである。2023年9月27日にSPEEDSTAR RECORDSより発売された。

## 概要
- 前作『新しい果実』より約2年4ヶ月振りとなるアルバム。アルバムタイトルは英語で「あと一息」を意味し、収録曲『Ub(You bet on it)』の歌詞からつけられた[2]。
- 全曲が亀井もしくは田中の作曲によるものとなり、バンドセッションを起源として生まれた楽曲が収録されないアルバムは『MISOGI EP』以来11年ぶりとなった。まず亀井がメロディの美しい曲を作曲し、それを受けて田中がより攻撃的な曲を作成したという[3]。
- 長らくサポートキーボーディストを務めている高野勲が全曲のプロデュースを担当した。高野はメンバーのデモを聞いたうえで、各曲のセッションに向けた様々なアイデアを提示したり[4]、サポートメンバーとして従来あまり主張して来なかった各メンバーのプレイに対する細かい要望も出したりして、プリプロを主導した。結果として、歪んだ音色のギターが目立つサウンドとなり、西川は高野の思惑によるものだと考えている[5]。高野主導で楽曲が制作されたことが明記されたのは『ぼくらなら』以来20年ぶりとなる。
- 田中は本作の歌詞について、寓話的にメッセージを盛り込んでいた過去の作品と比べて、よりむき出しに感情を表現したものが多いと述べている[5]。高野も同様な印象を受け、その言葉が一層はっきり聴こえるような録音を意識して制作にあたった[6]。
- 通常盤[1]の他にスタジオライブDVDを含めた初回限定盤[7]、さらにオリジナル・シリアルNo.入りTシャツを追加した「VICTOR ONLINE STORE限定セット」の計3種類でのリリースとなった。
- 収録曲を追加されたアナログ盤が、2024年1月24日にビクターオンラインストア限定で発売された。

## 収録曲
全作詞：田中和将
1. Ub(You bet on it)
作曲：亀井亨
配信限定シングル。
2. 雀の子
作曲：田中和将
配信限定シングル。
歌詞は小林一茶の句を引用しつつ、全て関西弁で書かれている。
3. それは永遠
作曲：亀井亨
4. Ready to get started?
作曲：亀井亨
5. 実はもう熟れ
作曲：亀井亨
6. アマテラス
作曲：田中和将
7. 停電の夜
作曲：田中和将
MV(リリックビデオ)が作成されており、アルバム発売当日に公開された。
8. Goodbye, Annie
作曲：亀井亨
終盤の叫び声はサポートベーシストの金戸覚によるもの。
9. The Long Bright Dark
作曲：田中和将
10. Ophelia
作曲：亀井亨
11. SEX
作曲：田中和将

### DVD（初回盤限定）
- STUDIO LIVE 2023

1. SPF
2. Ready to get started?
3. Goodbye, Annie
4. Ub(You bet on it)
5. それは永遠

## アナログ盤
- LP2枚組で、ジャケットはゲートフォールド(見開き)仕様。

Disc1
Side A
1. Ub(You bet on it)
2. 雀の子
3. それは永遠

Side B
1. Ready to get started?
2. 実はもう熟れ
3. アマテラス

Disc2
Side A
1. 停電の夜
2. Goodbye, Annie
3. The Long Bright Dark

Side B
1. Ophelia
2. SEX
3. Loss(Angels)
作曲：亀井亨
追加収録曲。他の楽曲と同時期のレコーディングセッションにて制作され、アナログ盤に先駆けて先行配信およびMV(リリックビデオ)の公開がされた。